# Saint-Ouen-sur-Seine
Saint-Ouen-sur-Seine – miejscowość i gmina we Francji, w regionie Île-de-France, w departamencie Sekwana-Saint-Denis. Przez miejscowość przepływa Sekwana.
Do listopada 2018 miasto nosiło nazwę Saint-Ouen. Nazwa Saint-Ouen-sur-Seine była używana już na pocz. XX w. przez pocztę francuską.
Według danych na rok 1990 gminę zamieszkiwały 42 343 osoby, a gęstość zaludnienia wynosiła 9824 osoby/km² (wśród 1287 gmin regionu Île-de-France Saint-Ouen plasuje się na 42. miejscu pod względem liczby ludności, natomiast pod względem powierzchni na miejscu 730).

## Historia
Saint-Ouen swoją nazwę zawdzięcza Audœnusowi Dado, biskupowi Rouen i referendarzowi Dagoberta, uświęconemu pod imieniem Saint Ouen, zmarłemu w 686 r. w willi Clippiacum, merowińskim pałacu królewskim znajdującym się prawdopodobnie na terenie Clichy. 
W VII wieku ku jego pamięci wzniesiono kaplicę w Saint-Ouen nad brzegiem Sekwany. Staje się miejscem pielgrzymek, ponieważ jednemu z palców Saint Ouen, przechowywanemu jako relikwia, przypisuje się rzekomą zaletę leczenia głuchoty.W XII wieku, aby pomieścić coraz więcej pielgrzymów, mieszkańcy Saint-Ouen zlecili wybudowanie w miejscu pierwotnej budowli, kaplicy w stylu romańskim. Około 1250 r. wieś rozwija się. Cztery drogi prowadzą do sąsiednich wiosek Montmartre, La Chapelle, Saint-Denis i Clichy. To czas wielkich karczowań; winorośl (wino Saint-Ouen będzie sławne aż do XIV wieku), pszenica i wiklina to główne uprawy. Opactwo Saint Denis zapewnia zarządzanie w Saint-Ouen fabryką dachówek, tłoczniami winogron i młynami na Île-Saint-Denis.Na równinie Saint-Denis odbywał się jeden z głównych jarmarków średniowiecza, foire du Lendit. Wyciąga  się ona na terytorium Saint-Ouen, ponieważ zwierzęta przywiezione na jarmark trzymane są tam w stajniach dla koni.

Położone na wzgórzu  nad Sekwaną, w średniowieczu Saint-Ouen przez długi czas pozostawało wioską rolniczą skupioną głównie wokół pierwotnej dzielnicy Vieux Saint-Ouen. Pod koniec średniowiecza wielu panów budowało tu hotele i rezydencje. Saint-Ouen stało się popularnym kurortem wypoczynkowym w XVII wieku. Znane postacie, takie jak Joachim Séglières de Boisfranc, Necker czy książę Rohan-Soubise posiadają tu zamki lub rezydencje. Ale to w XIX wieku wygląd Saint-Ouen znacznie się zmienił. W 1830 roku Saint-Ouen było jeszcze wioską, a pod koniec wieku stało się miastem przemysłowym liczącym ponad 30 000 mieszkańców. Ta masowa industrializacja głęboko modyfikuje populację i urbanistykę. Po wojnie 1870 r. zbieracze śmieci założyli swoje obozy i koszary w Saint-Ouen, stopniowo dając początek pchlemu targowi. W latach 1965–1975 przemysł w Saint Ouen przeżywał okres upadku i kryzysu. To dezindustrializacja i pojawienie się przemysłowych nieużytków. Sektor trzeci stał się większością w latach 90.

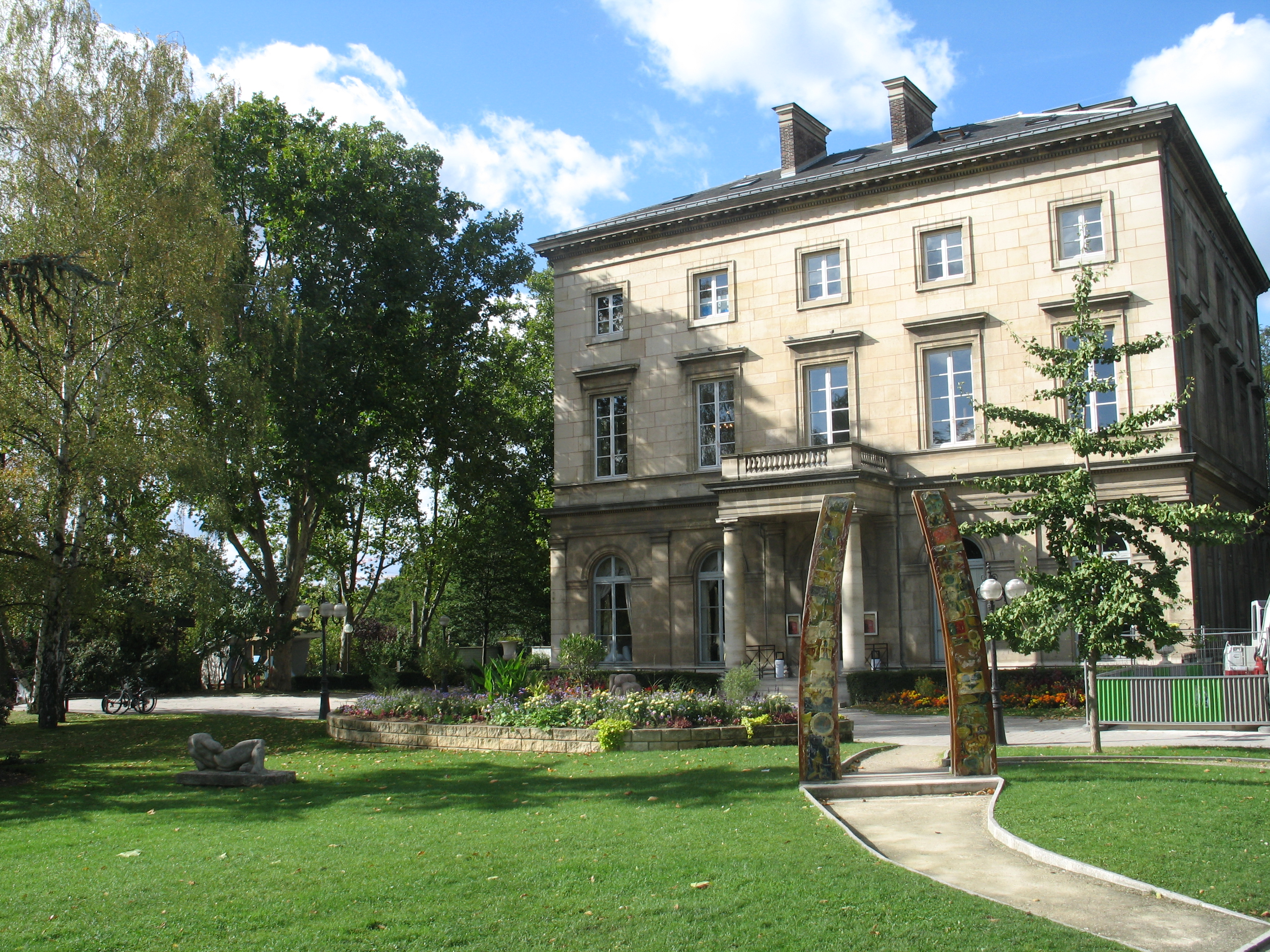
Pałac w Saint Ouen (1823), obecnie konserwatorium miejskie

Dla ciekawości warto przypomnieć, że w latach 1664–69 architekt Antoine Le Pautre zbudował tutaj o wiele większy pałac dla Joachima Seiglières de Boisfranc, nadintendenta finansów księcia orleańskiego (brata Ludwika XIV). Pałac był potem wielokrotnie sprzedawany, między innymi, markizie Pompadour (1759-64) i Wincentemu Potockiemu (1811-20).

Pałac w Saint Ouen architekta Antoniego Le Pautre'a (1672), zburzony prawdopodobnie przez Prusaków (wg hrabiny Zoé Talon, faworyty Ludwika XVIII i właścicielki późniejszej budowli) czyli w 1815 albo na rozkaz króla, nowego właściciela w 1820.

Ludwik XVIII po spotkaniu się z carem Aleksandrem w Compiègne 30 kwietnia spędza na własną prośbę noc z 1 na 2 maja w pałacu Potockich obawiając się jeszcze zbyt rewolucyjnego Paryża. Żona hrabiego, który jest nieobecny w Paryżu, Helena Apolonia z Massalskich Potocka, zgadza się na przyjęcie króla ale wcześniej, w obliczu zbliżania się wojsk obcych do Paryża, zarządziła opróżnienie pałacu z mebli. Kiedy zjawia się u niej prefekt Paryża z prośbą króla o nocleg w Saint Ouen przed wjazdem de Paryża, znajduje rezydencję wyśmienitą, ale bez mebli i zarządza wypełnienie sal meblami królewskimi, co zostaje wykonane w ciągu 24 godzin. Sama hrabina Potocka zjawia się rano w towarzystwie Sidonii i Jarosława Potockiego, bratanka małżonka, aby "przyjąć króla". I to właśnie tutaj 2 maja 1814 roku przybyli senatorowie z projektem konstytucji, którą Ludwik odrzuca, bo napisaną przez wybranych narodu, a on siebie uważa za wybrańca Boga. Podpisuje jednak akt (Déclaration de Saint Ouen), który gwarantuje pewne zdobycia rewolucji i kładzie podwaliny restauracji monarchii.
Ludwik XVIII po spotkaniu się z carem Aleksandrem w Compiègne 30 kwietnia spędza na własną prośbę noc z 1 na 2 maja w pałacu Potockich obawiając się jeszcze zbyt rewolucyjnego Paryża. Żona hrabiego, który jest nieobecny w Paryżu, Helena Apolonia z Massalskich Potocka, zgadza się na przyjęcie króla ale wcześniej, w obliczu zbliżania się wojsk obcych do Paryża, zarządziła opróżnienie pałacu z mebli. Kiedy zjawia się u niej prefekt Paryża z prośbą króla o nocleg w Saint Ouen przed wjazdem de Paryża, znajduje rezydencję wyśmienitą, ale bez mebli i zarządza wypełnienie sal meblami królewskimi, co zostaje wykonane w ciągu 24 godzin. Sama hrabina Potocka zjawia się rano w towarzystwie Sidonii i Jarosława Potockiego, bratanka małżonka, aby "przyjąć króla". I to właśnie tutaj 2 maja 1814 roku przybyli senatorowie z projektem konstytucji, którą Ludwik odrzuca, bo napisaną przez wybranych narodu, a on siebie uważa za wybrańca Boga. Podpisuje jednak akt (Déclaration de Saint Ouen), który gwarantuje pewne zdobycia rewolucji i kładzie podwaliny restauracji monarchii.
Już ostatecznie na tronie kupuje on pałac od Potockich, nakazuje jego zburzenie (wg wspomnień późniejszej właścicielki zburzenia dokonali Prusacy w okresie okupacji regionu paryskiego 1815–1818) i wybudowanie rezydencji wiejskiej w stylu włoskim dla swojej faworyty madame du Cayla, za 2,5 miliona franków. Nowa budowla, ukończona i otwarta 2 maja 1823, w rocznicę Deklaracji, jest bogato wyposażona przez znanych rzemieślników i artystów, a teren 27-hektarowy przekształcony w park angielski ze stajnią, oborą, mleczarnią i owczarnią. Z zewnątrz pałac przypomina mieszczańską rezydencję na wsi za to wnętrza biją bogactwem i uposażeniem pełnym luksusu.
Po śmierci hrabiny w 1852 część mebli w stylu Restauration wędruje do pałacu Haroué w Lotaryngii (na płd. od Nancy), spadkobiercy odstępują tereny wokół towarzystwu hipicznemu w 1878, które buduje tor wyścigów konnych. Hipodrom staje się miejscem bardzo popularnym Paryżan, którzy docierają tu pociągiem nowo otwartej linii, omnibusem, tramwajem czy fiakrem. Sam budynek silnie uszkodzony w czasie oblężenia Paryża (1870-71) zostaje opuszczony. W czasie wojny budynek zostaje zarekwirowany i przekształcony na szpital wojskowy. Całość posiadłości jest sprzedana przez spadkobierców hrabiny du Cayla firmie Thomson-Houston (Alstom) w 1917, która dzieli ją na dwie części. Jedna przeznaczona na tereny sportowe i ogródki robotnicze a druga na budowę fabryki sprzętu elektrycznego. W 1928 firma łączy się z Société Alsacienne de Construction Mécanique i przekształca się w Alsthom i do lat 1960 buduje wiele hal produkcyjnych na tych terenach. Do 1933 pałac jest używany jako miejsce przyjęć reprezentacyjnych.
W 1959 roku gmina odkupuje pałac i restauruje go aby umieścić w nim muzeum historii miasta (parter) a później konserwatorium muzyczne (piętra). Parter budynku zostaje wpisany na listę ochrony zabytków w 1965 a podpisanie umowy (2017) między miastem a państwem (Centrum Zabytków narodowych) ma na celu powrót umeblowania częściowo zachowanego i odkupionego z funduszy publicznych i przekształcenie budynku w muzeum państwowe Restauracji.
Od 1999 roku miasto weszło w fazę dynamizmu demograficznego dzięki zmianie polityki mieszkaniowej. Gmina otwarła się na prywatne inwestycje mieszkaniowe i biurowe. Znani deweloperzy (Bouygues Immobilier, Nexity, BNF Paribas Immobilier) weszli na nieużytki przemysłowe czy tereny opuszczone i sprzedane przez nią. Powstała nowa dzielnica na 100 ha (Ecoquartier des Docks) na terenach między Sekwaną a placem Republiki (merostwo), w skład której wchodzi nowy park (Grand Parc de Saint Ouen). Zajmuje on dawne tereny przemysłowe, sportowe i ogródki robotnicze, które przed pierwszą wojną światową były terenem toru wyścigowego (hippodrome). Industrializacja zapoczątkowana w gminie w XIX wieku ciągnęła się do lat 1970. Alstom Transport obecny na tym terenie powiększył jeszcze swoje biura w tej dzielnicy. Tu również powstała nowa siedziba regionu. Na skraju parku od strony Sekwany znajduje się pałac zbudowany na początku lat 1820. w stylu neoklasycznej posiadłości wiejskiej à l'italienne, w którym się mieści konserwatorium miejskie od lat 1970.

## Dzisiaj
Miasto, po długiej tradycji robotniczej i rządach Partii komunistycznej, wybrało w 2014 mera prawicowego (William Delannoy), który zainicjował politykę spłacania długów (w latach 2000 trzecie najbardziej zadłużone miasto Francji po Nicei i Levallois-Perret, w 2017, szóste) i gentryfikacji. Liczba mieszkańców przekroczyła pułap 48 886 z roku 1968, kiedy to miasto osiągnęło szczyt swojego demograficznego rozwoju. Jego mieszkańcy są młodzi (30–44-letni reprezentują ponad 27%, 15–29-letni – 22% a 0–14-letni – 20%). 28% ludności mieszka w budynkach zbudowanych po 1991 roku, a 42% zajmuje mieszkania od mniej niż 5 lat. 75,7% ludności jest lokatorami z tego 32,4% zajmuje mieszkania socjalne.
Najwięcej nowych mieszkańców przybywa z Paryża (z 18. dzielnicy graniczącej z Saint Ouen) i spoza granic Francji. Oznacza to, że ceny m² za czynsz czy kupno są atrakcyjne, bo Paryż staje się coraz bardziej niedostępny dla klas średnich, ale i biedniejsi mieszkańcy Saint Ouen wyprowadzają się do sąsiednich gmin tańszych jak Saint Denis czy Aubervilliers.
35,5% mieszkańców posiada dyplom studiów wyższych (27,3% w 2011), ale 31,8% nie posiada żadnego (39% w 2011). Jeśli pracownicy i robotnicy są nadal grupą dominującą (46%) ich wzrost jest niewielki (14%) między 2011 a 2016 w stosunku do wzrostu kadr kierowniczych i wyższych zawodów intelektualnych (46,5%). Natomiast miejscowa stopa bezrobocia (17,6%) jest dużo większa, zwłaszcza wśród mężczyzn, niż stopa krajowa (10%), zwłaszcza wśród młodych (15–24).
Dynamizm demograficzny (0,8% rocznie między 2011 a 2016) odzwierciedla się również w ilości narodzin (980 w 2018) w stosunku do ilości zgonów (280) na około 50 000 mieszkańców.
Prawo we Francji zabrania prowadzenia statystyk etnicznych czy dotyczących religii, więc trudno o informacje dotyczące specyficznych grup. Imigrantów w mieście jest trochę mniej (9,4%) niż średnia krajowa (9,7% całości ludności zamieszkującej Francję) choć departament, w którym się znajduje, liczy największy procent tej ludności w całej Francji metropolitalnej (29%). Dla przypomnienia wg INSEE jest imigrantem osoba urodzona za granicą posiadająca obce lub francuskie obywatelstwo nabyte przez naturalizację.
W 2013 powstała nowa dzielnica na terenach pofabrycznych: Ecoquartier des Docks, która stała się atrakcyjna dla młodych. To oni są aktorami pogłębiającej się gentryfikacji miasta. A symbolem tego jest pojawienie się sklepów z żywnością ekologiczną, które rosną w ilości jak grzyby. W dzielnicy stworzono Wielki Park, w którego skład wchodzi pałac, o którym mowa wyżej. I tu niedaleko merostwa zbudowano nową siedzibę regionu Ile de France. 
Budowa nowego szpitala i szkoły medycznejj na terenach firmy Citroên wzmocni dynamikę rozwojową miasta, które otrzymało latem 2020 roku przedłużoną linię metra 14. Łączy ona sąsiednie miasto Clichy jak i centrum Paryża, a w czerwcu 2024 będzie docierać do Saint Denis Pleyel  i na lotnisko Orly. To krok w stronę projektu « Grand Paris ». Powstaje na terenach gminy część wioski olimpijskiej, która zajmie również tereny sąsiadującego Saint Denis.

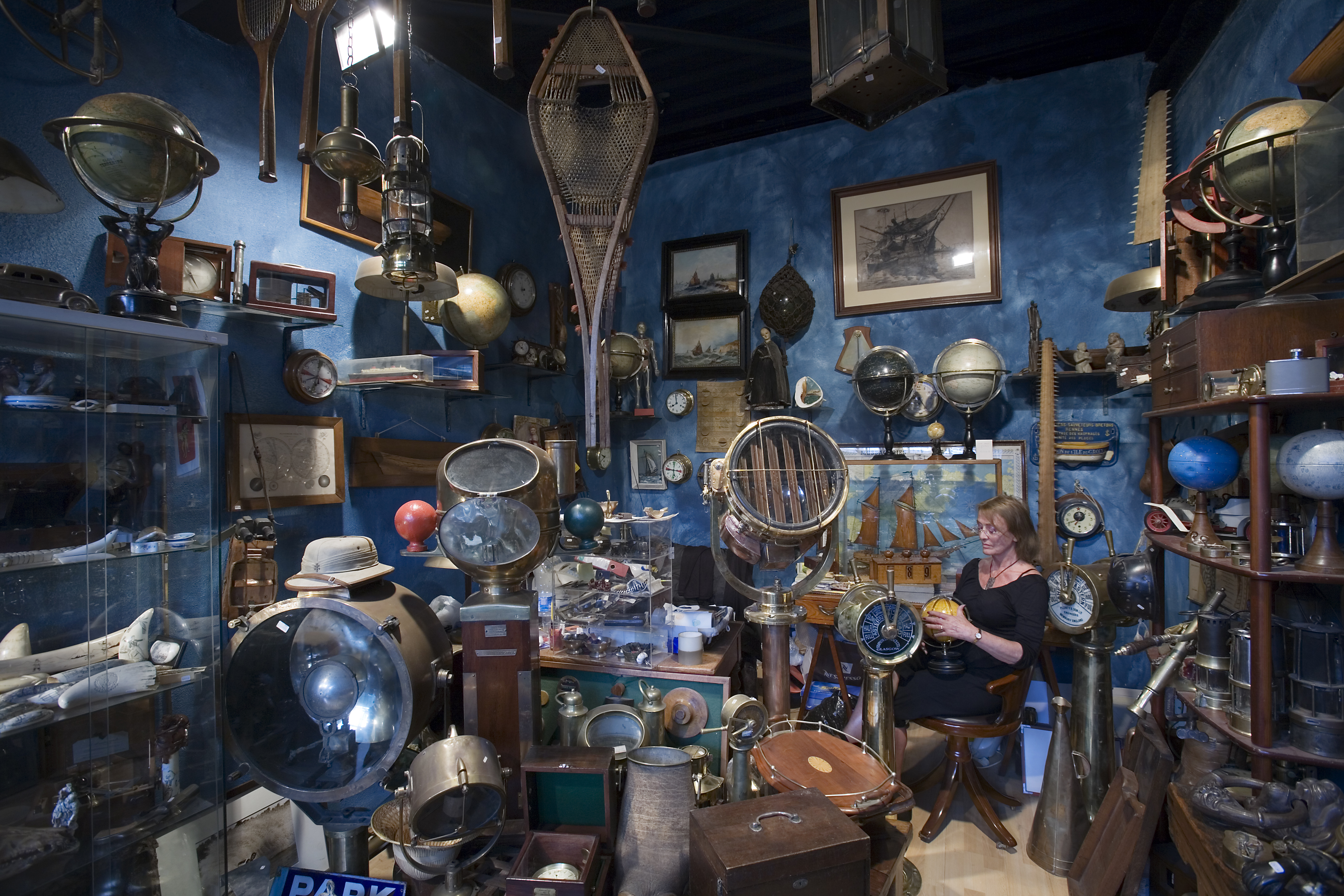
Sprzedawczyni sprzętu podróżnego w stylu vintage w Marché Dauphine w Paryżu

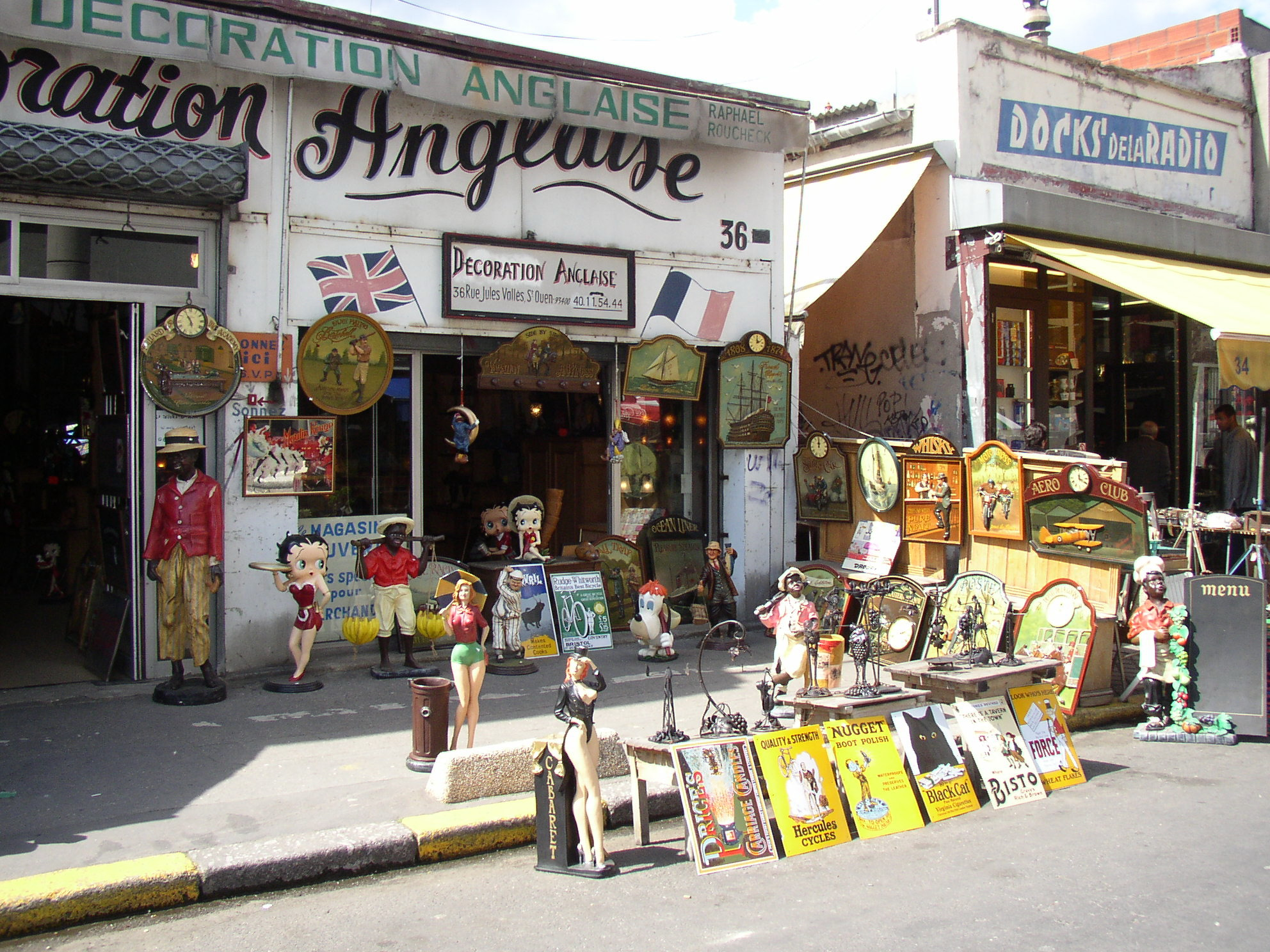
Pchli targ Porte de Clignancourt

Największy pchli targ na świecie znajduje się na terenie gminy (Puces de Saint Ouen) i tam dociera Paryż turystów, którzy znają go z przewodników. Tam też ma miejsce wielka operacja budowlana prowadzona przez BNP Paribas Immobilier "Le village des Rosiers" przy ulicy o tej samej nazwie, w samym sercu targu. Na terenie 58 000 m² powstaje 500 nowych mieszkań.

## Komunikacja

Położenie Saint-Ouen-sur-Seine w ramach aglomeracji paryskiej

Stacje linii 13 metra:
- Garibaldi
- Mairie de Saint-Ouen

Stacje linii 14 metra:
- Saint Ouien
- Mairie de Saint Ouen

Stacja Saint Ouen linii RER C (kolej regionalna)

Autobus linii 85 (kierunek Châtelet) trasa linii 85

## Miasta partnerskie
- Terni, Włochy
- Salford, Wielka Brytania
- Ruse, Bułgaria
- Podolsk, Rosja